# Star of Mysore
Star of Mysore is een Engelstalige avondkrant, die verschijnt in Mysore in de Indiase deelstaat Karnataka. Het dagblad verscheen voor het eerst op 29 april 1997. De krant wordt uitgegeven door K.B. Ganapathy.